# Équipe du Brésil masculine de handball au Championnat du monde 2013
Cet article relate le parcours de l'Équipe du Brésil de handball masculin lors du Championnat du monde 2013 organisé en Espagne du 11 au 27 janvier 2013. Il s'agit de la 11e participation du Brésil aux Championnats du monde.
Le Brésil termine 3e du groupe A et décroche une place pour les phases finales de la compétition. Battu d'un point en huitièmes de finale par la Russie, le Brésil fini à la 13e place.

## Qualification
Le Brésil obtient sa qualification au Championnat du monde 2013 en terminant 2e au Championnat panaméricain 2012.

## Résultats

### Phase de groupe (Groupe A)
|   | Équipe     | Pts | J | G | N | P | Bp  | Bc  | Diff | Dép  |
| - | ---------- | --- | - | - | - | - | --- | --- | ---- | ---- |
| 1 | Allemagne  | 8   | 5 | 4 | 0 | 1 | 148 | 126 | 22   | +2*  |
| 2 | France     | 8   | 5 | 4 | 0 | 1 | 154 | 124 | 30   | -2*  |
| 3 | Brésil     | 6   | 5 | 3 | 0 | 2 | 122 | 127 | -5   | +5** |
| 4 | Tunisie    | 6   | 5 | 3 | 0 | 2 | 123 | 123 | 0    | -5** |
| 5 | Argentine  | 2   | 5 | 1 | 0 | 4 | 116 | 138 | -22  | /    |
| 6 | Monténégro | 0   | 5 | 0 | 0 | 5 | 117 | 142 | -25  | /    |

* L'Allemagne devance la France grâce à sa victoire (critère n°1).
** Le Brésil devance la Tunisie grâce à sa victoire (critère n°1).
| 12 janvier 2013 16:00 CET | Allemagne          | 33 – 23 | Brésil          | Palais des sports de Granollers, Granollers Affluence : 4 000 Arbitrage : Gubica, Milošević |
| 12 janvier 2013 16:00 CET | Steffen Weinhold 7 | (12–10) | trois joueurs 4 | Palais des sports de Granollers, Granollers Affluence : 4 000 Arbitrage : Gubica, Milošević |
| 12 janvier 2013 16:00 CET | ×3 ×1              | Rapport | ×3              | Palais des sports de Granollers, Granollers Affluence : 4 000 Arbitrage : Gubica, Milošević |

| 13 janvier 2013 15:00 CET | Brésil          | 24 - 20 | Argentine            | Palais des sports de Granollers, Granollers Affluence : 3 000 Arbitrage : Raluy, Sabroso |
| 13 janvier 2013 15:00 CET | Pacheco Filho 8 | (9–8)   | Fernandez, Simonet 5 | Palais des sports de Granollers, Granollers Affluence : 3 000 Arbitrage : Raluy, Sabroso |
| 13 janvier 2013 15:00 CET | ×3 ×7           | Rapport | ×3 ×6                | Palais des sports de Granollers, Granollers Affluence : 3 000 Arbitrage : Raluy, Sabroso |

| 15 janvier 2013 20:45 CET | France           | 27 – 22 | Brésil             | Palais des sports de Granollers, Granollers Affluence : 3 400 Arbitrage : Raluy, Sabroso |
| 15 janvier 2013 20:45 CET | Michaël Guigou 6 | (12–5)  | Alexandro Pozzer 4 | Palais des sports de Granollers, Granollers Affluence : 3 400 Arbitrage : Raluy, Sabroso |
| 15 janvier 2013 20:45 CET | ×2               | Rapport | ×3 ×4              | Palais des sports de Granollers, Granollers Affluence : 3 400 Arbitrage : Raluy, Sabroso |

| 16 janvier 2013 16:00 CET | Brésil          | 27 – 22 | Tunisie         | Palais des sports de Granollers, Granollers Arbitrage : Gubica, Milosevic |
| 16 janvier 2013 16:00 CET | Lucas Candido 5 | (13–11) | Kamel Alouini 6 | Palais des sports de Granollers, Granollers Arbitrage : Gubica, Milosevic |
| 16 janvier 2013 16:00 CET | ×3 ×1           | Rapport | ×3 ×5 ×1        | Palais des sports de Granollers, Granollers Arbitrage : Gubica, Milosevic |

| 18 janvier 2013 20:45 CET | Monténégro        | 25 - 26 | Brésil          | Palau Sant Jordi, Barcelone Affluence : 2 000 Arbitrage : Al-Marzouqi, Al-Nuaimi |
| 18 janvier 2013 20:45 CET | Mladen Rakčević 7 | (10–11) | Felipe Borges 7 | Palau Sant Jordi, Barcelone Affluence : 2 000 Arbitrage : Al-Marzouqi, Al-Nuaimi |
| 18 janvier 2013 20:45 CET | ×3 ×4             | Rapport | ×3 ×6 ×1        | Palau Sant Jordi, Barcelone Affluence : 2 000 Arbitrage : Al-Marzouqi, Al-Nuaimi |

### Phase Finalle

#### Huitièmes de finale
| 20 janvier 2013 17 h 30 CET | Brésil                             | 26 – 27 | Russie            | pavillon Príncipe Felipe, Saragosse Affluence : 1 700 Arbitrage : Leifsson, Palsson |
| 20 janvier 2013 17 h 30 CET | Felipe Borges, Vinicius Teixeira 6 | (14–14) | Sergueï Gorbok 11 | pavillon Príncipe Felipe, Saragosse Affluence : 1 700 Arbitrage : Leifsson, Palsson |
| 20 janvier 2013 17 h 30 CET | ×3 ×1                              | Rapport | ×2 ×4             | pavillon Príncipe Felipe, Saragosse Affluence : 1 700 Arbitrage : Leifsson, Palsson |

## Statistiques et récompenses

### Buteurs
| Rang  | Joueur                 | Tot. | Tirs | %    | MJ | Moy. |
| ----- | ---------------------- | ---- | ---- | ---- | -- | ---- |
| 1     | Fernando Pacheco Filho | 28   | 53   | 53 % | 6  | 4,7  |
| 2     | Felipe Borges          | 22   | 39   | 57 % | 6  | 3,7  |
| 2     | Arthur Patrianova (en) | 22   | 43   | 51 % | 6  | 3,7  |
| 3     | Vinícius Teixeira (en) | 15   | 22   | 68 % | 6  | 2,5  |
| 4     | Lucas Cândido (en)     | 14   | 23   | 61 % | 6  | 2,3  |
| 5     | Gustavo Cardoso (en)   | 12   | 24   | 50 % | 6  | 2    |
| 6     | Oswaldo Guimarães (en) | 8    | 17   | 47 % | 4  | 2    |
| 7     | Thiago Santos          | 6    | 11   | 55 % | 6  | 1    |
| 8     | Thiagus dos Santos     | 5    | 10   | 50 % | 6  | 0,8  |
| 8     | Alexandro Pozzer (en)  | 5    | 12   | 42 % | 4  | 1,3  |
| 10    | Diogo Hubner (en)      | 4    | 13   | 31 % | 6  | 0,7  |
| 11    | Guilherme Gama (en)    | 3    | 9    | 33 % | 4  | 0,75 |
| 12    | Fábio Chiuffa          | 2    | 4    | 50 % | 4  | 0,5  |
| 12    | Gil Pires              | 2    | 8    | 25 % | 6  | 0,3  |
| Total | Total                  | 148  | 290  | 51 % | 6  | 24,7 |

### Gardiens de but
| N°    | Nom                          | %    | Arrêts | Tirs | MJ | Moy. |
| ----- | ---------------------------- | ---- | ------ | ---- | -- | ---- |
| 1     | Luís Ricardo Nascimento (en) | 30 % | 49     | 163  | 8  | 6,1  |
| 2     | César Almeida                | 29 % | 16     | 56   | 6  | 2,7  |
| Total | Total                        | 30 % | 65     | 219  | 8  | 8,1  |

## Navigation